# Sanne-Kerkuhn
Sanne-Kerkuhn è una frazione del comune tedesco di Arendsee (Altmark), nel land della Sassonia-Anhalt.

## Storia
Il 19 luglio 1990 il comune di Sanne assunse la nuova denominazione di «Sanne-Kerkuhn».
Fino al 31 dicembre 2009 ha costituito un comune autonomo.